# Жан Пирс
Жан Пирс (англ. Jan Peerce — Джан Пирс; настоящее имя — Джейкоб Пинкус Перельмут, англ. Jacob Pincus Perelmuth; 3 июня 1904, Нью-Йорк — 15 декабря 1984, там же) — американский оперный и камерный певец (лирико-драматический тенор) и артист оперетты.

## Биография
Родился в Нью-Йорке, в семье религиозных евреев. Его родители — Луис Перельмут и Анна (Геня) Познер — эмигрировали из России (Городец, ныне Кобринский район Белоруссии) задолго до рождения младшего из сыновей, поэтому Джейкоб считался коренным американцем.
В возрасте четырёх лет мальчика стали обучать музыкальной грамоте и игре на скрипке. В 1917 году, в день своей бар-мицвы, юноша дал свой первый сольный концерт в синагоге. Родители Пирса были состоятельными людьми и содержали собственный ресторан, который и стал для молодого певца первым концертным залом. Сначала Пирс обслуживал свадьбы в сопровождении созданного им небольшого оркестра. Спустя некоторое время о нём узнали, и многие импресарио стали приглашать его для выступлений в кабаре и танцевальных залах. Программы этих выступлений были достаточно разнообразны: от песен на идише, иврите и синагогальной музыки до арий из опер, оперетт и мюзиклов. Уроки пения юноша брал у нескольких педагогов: Э. Рокаса, Э. Мак-Лелана и Дж. Боргетти.
В 1932 году Пирс познакомился с импресарио С. Ротхафелем (по совету которого взял псевдоним Жан Пирс). Это сотрудничество дало певцу возможность более серьёзно заняться музыкой и начать выступать с нью-йоркскими танцевальными и джазовыми оркестрами в более престижных залах. С 1933 по 1940 год Пирс работал солистом радио в Нью-Йорке и посвятил своё время совершенствованию своих вокальных навыков. В 1936 году семья Перельмут породнилась с ещё одним многообещающим певцом — Ричардом Такером, который женился на сестре Пирса Сарре. Хотя Пирс не считал, что Такер обладает выдающимися данными для начала оперной карьеры, он, тем не менее, помог зятю, познакомив его с импресарио и организовав ряд прослушиваний.
В 1938 году, после исполнения партии Зигмунда в постановке первого акта оперы Р. Вагнера «Валькирии» в «Радио-Сити мюзик-холле», был замечен великим дирижёром А. Тосканини. Приглашение на запись симфонии № 9 Л. Бетховена с симфоническим оркестром Национального радио США Пирс принял с благоговением. Популярность Тосканини в США была необычайной, требования маэстро к качеству работы солистов и оркестра усложняли общение с ним. Для любого музыканта того времени работа под руководством Тосканини была знаком высочайшего признания и давала возможность работать в лучших оперных театрах страны. В том же, 1938, году Пирс дебютировал в Балтиморском оперном театре, исполнив партии Герцога в «Риголетто» и Альфреда в «Травиате» Дж. Верди. Сотрудничество Пирса и Тосканини продолжалось более 15 лет, вплоть до возвращения Тосканини в Италию. Результатом их совместной работы стали многочисленные концерты, оперные постановки и ряд записей, в том числе Девятая симфония и «Фиделио» Бетховена, «Риголетто», «Травиата», «Бал-маскарад» Дж. Верди, «Богема» Дж. Пуччини.
С 1939 по 1974 год Пирс сотрудничал с импресарио Солом Юроком, при участии которого выступил в оперном театре Сан-Франциско. В 1941—1963 годах он был одним из ведущих солистов «Метрополитен-опера» в Нью-Йорке. Среди партий его репертуара — Герцог в «Риголетто», Альфред в «Травиате», Ричард в «Бале-маскараде», Альваро в «Силе судьбы», Манрико в «Трубадуре» Верди, Рудольф в «Богеме» Пуччини, Эдгар в «Лючии ди Ламмермур» Доницетти, Фауст в «Фаусте» Гуно, Каварадосси в «Тоске» Пуччини, Дон Оттавио в «Дон Жуане» Моцарта.
В начале 1940 года Пирс был приглашён Рахманиновым для исполнения кантаты «Колокола» под управлением автора.
Певец гастролировал во многих странах, в том числе неоднократно в Израиле (впервые в 1950 году) и в СССР (впервые — в 1956 году, в спектакле Большого театра, в 1963 году — с сольными концертами по стране). Красивая внешность и актёрское обаяние позволили Пирсу расширить диапазон творческих интересов: он снялся в музыкальном фильме (в сотрудничестве с Диной Дурбин, «Что навеял ветер», (1947)), выступал в оперетте (в Венской государственной опере и городском оперном театре Мюнхена — Эдвин в «Королеве чардаша», Тасилло в «Марице» И. Кальмана, Данила в «Весёлой вдове» Ф. Легара).
В 1971 году певец исполнил главную роль в мюзикле Дж. Бока «Скрипач на крыше» (по «Тевье-молочнику» Шолом Алейхема). Записал ряд грампластинок с репертуаром народных и современных песен на идише, эстрадной песни, а также канторским исполнением синагогальной литургии.

Когда я впервые приехала в 1975 году в Нью-Йорк, я увидела афиши Жана Пирса, купила билет. Это был знаменитейший певец, любимый тенор Тосканини. Но когда я узнала из газет, что он сломал ногу, подумала: концерт отменят. Ничего подобного! Этот старик лет семидесяти выехал на сцену в кресле с колесиками и блестяще спел всю программу. Весь «Карнеги-холл» тогда аплодировал ему стоя. Я не могу представить себе ни одного русского певца, который отважился бы на такое.— Г. Вишневская
Пирс собрал английскую оперную труппу и основал фестиваль в Олдборо (англ. Aldeburgh Festival), был избран президентом объединённого общества музыкантов. Его перу принадлежит автобиография «Путь певца».
Скончался в Нью-Йорке в возрасте 80 лет.